# Good Mourning
Good Mourning (с англ. — «Доброго траура») — четвёртый студийный альбом американской панк-рок-группы Alkaline Trio, выпущенный 13 мая 2003 года лейблом Vagrant Records. Альбом является дебютом для барабанщика Дерека Гранта, который присоединился к группе на замену ушедшего Майка Фелумли. Good Mourning был спродюсирован Джерри Финном (более известный по своей работе с такими группами, как blink-182, AFI, Green Day и The Offspring) и Джо Макгратом.
Альбом дебютировал на 20-м месте в чарте Billboard 200, разойдясь тиражом 40 000 копий в первую неделю после выпуска. К августу 2008 года было продано 258 000 копий альбома. «We've Had Enough» и «All on Black» были выпущены в качестве синглов, первый из которых стал первой песней группы, попавшей в чарты в Соединённых Штатах.

## Предыстория и запись

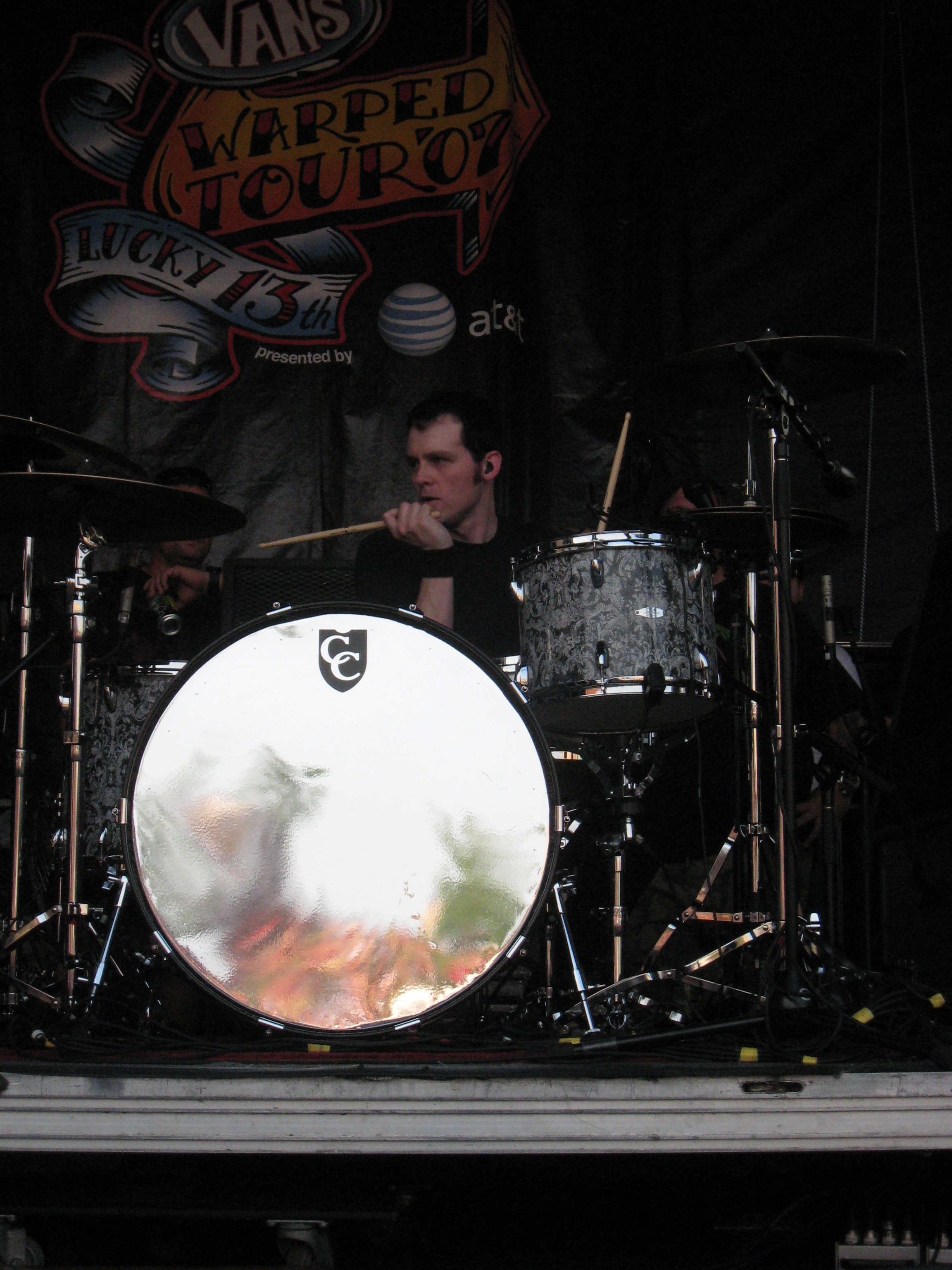
Good Mourning стал дебютным альбомом для барабанщика Дерека Гранта.

В конце мая 2002 года группа записала свой следующий альбом; они «решили, что ждать окончания Warped Tour было бы слишком долго». Сессии звукозаписи проходили в Cello Studios с продюсерами Джо МакГратом и Джерри Финном. В записи альбома участвует барабанщик Дерек Грант, которого вокалист и гитарист Мэтт Скиба назвал «совершенно новое влияние». Во время записи Скиба и вокалист/бас-гитарист Дэн Андриано были нездоровы. Alkaline Trio планировали тур с One Man Army в начале 2003 года, но тур был отменён из-за того, что Скиба повредил голосовые связки; запись альбома впоследствии была отложена. Брайан Гарднер занимался мастерингом записи в студии Bern Grundman Mastering. Скиба описывает звучание альбома как «более масштабное, глубокое и грубое», чем у его предшественника From Here to Infirmary.
В интервью 2003 года Мэтт Скиба поделился своими мыслями об альбоме: 

Good Mourning — довольно хорошая пластинка. Я имею в виду, что мы долго работали над ней, и я думаю, что у большинства людей, с которыми я общаюсь и которые записывают альбомы и всё такое, всегда есть что-то, что они хотели бы сделать лучше или, может быть, немного по-другому. Я никогда не мог этого избежать, даже в этом случае. Есть вещи, которые я хотел бы сделать немного по-другому. Но это также связано с тем, что вы просто слушаете это и живёте с этим так долго, что, пока это не закончится, вы не будете воспринимать вещи в таком ключе, пока не станет слишком поздно, я думаю. Но я бы сказал, что в целом я очень доволен этим.

## Композиция и стиль
Good Mourning охарактеризовывают как панк-рок-, поп-панк- и хардкор-панк-альбом с агрессивным акцентом. Обсуждая название, Скиба сказал, что он завтракал неподалёку от студии, и официант сказал ему: «„Доброе утро“ (англ. Good Morning), и это было что-то вроде двойного значения/написания, и я просто позвонил всем и сказал, мол, „Как насчёт Good Mourning с буквой U?“ и всем это понравилось, так что мы использовали это название». Он сказал, что Ramones и The Damned оказали большое влияние на альбом. В песне «We’ve Had Enough» звучит бэк-вокал Кита Морриса из Circle Jerks.

## Выпуск и продвижение
23 января 2003 года было объявлено, что альбом будет называться Good Mourning. 11 февраля было объявлено, что Good Mourning выйдет через три месяца; одновременно с этим в интернете был опубликован трек-лист альбома. 18 марта было представлено оформление альбома. В период с апреля по июнь 2003 года группа гастролировала по США и Канаде вместе с One Man Army, Pretty Girls Make Graves и Avoid One Thing. Альбом Good Mourning был доступен для прослушивания 1 мая 2003 года, а 13 мая вышел на лейбле Vagrant Records. Британская версия альбома включала два бонус-трека: «Dead End Road» и «Old School Reasons». Также 13 мая группа выступила в программе «Поздняя ночь с Конаном О’Брайеном». Песня «We’ve Had Enough» была выпущена на радио 20 мая; клип на эту песню был опубликован на сайте MTV девять дней спустя.
В августе и сентябре группа гастролировала по Европе в рамках фестиваля Reconstruction и выступила на фестивале Terremoto. После этого группа отправилась в тур по Великобритании с Hot Water Music. В период с октября по декабрь 2003 года группа отправилась в турне Vagrant, в котором участвовало несколько выступлений на лейбле. Это время включало в себя выступления на «IMX» и «Позднем шоу с Дэвидом Леттерманом». В феврале 2004 года группа отправилась в турне по Австралии с Thrice и Hot Water Music. В марте и апреле группа совершила турне по Западному побережью в составе The Punkvoter.

## Отзывы критиков
| Совокупная оценка | Совокупная оценка |
| Источник          | Оценка            |
| ----------------- | ----------------- |
| Metacritic        | 79/100            |
| Оценки критиков   |                   |
| Источник          | Оценка            |
| AbsolutePunk      | положительно      |
| AllMusic          | [ 30 ]            |
| Blender           | [ 31 ]            |
| Drowned in Sound  | [ 32 ]            |
| LAS Magazine      | положительно      |
| Melodic           | [ 34 ]            |
| Punknews.org      | [ 35 ]            |
| Rolling Stone     | [ 36 ]            |
| Spin              | 8/10              |
| Tiny Mix Tapes    | [ 38 ]            |

Реакция критиков была неоднозначной, но в целом положительной.
Питер Уайт из Drowned in Sound написал в своей рецензии следующее: «Good Mourning — это апокалиптический альбом-марш смерти группы Alkaline Trio. В нём нет ни джазового темпа, ни хардкора, ни плевков жвачкой, которые высмеивали ранние дни DIY без лицензионных отчислений, ни какой-либо попсовой пи-башни, которая съела детей Билли Джо Армстронга, как в From Here to Infirmary». В своём обзоре Джонни Лофтус из AllMusic охарактеризовал альбом как «запоминающийся с первого прослушивания», отметив «режущие, как сыр гауда, голоса и звенящие гитары Мэтта Скибы и Дэна Андриано». Лофтус назвал Good Mourning «красивым, хоть и темноглазым, отпрыском нарочито мелодичного From Here to Infirmary и более хриплого раннего творчества Alkaline Trio».
Рецензент Rolling Stone Грет Кот поставил альбому три звезды из пяти подчеркнув, что Alkaline Trio отличается от «большинства своих собратьев, появившихся после Green Day, своей склонностью превращать мрачные эмоции в зловещие фантазии», подытожив, что «В Good Mourning, четвёртом альбоме группы, достаточно хаоса и убийств, чтобы удовлетворить любого фаната „Лица со шрамом“».
Негативно об альбоме отозвались Tiny Mix Tapes. Good Mourning сравнивали с From Here to Infirmary со словами «это та же пластинка, но её выпуск обошёлся кому-то в дополнительные деньги». Было отмечено плохая запись вокала из-за едва заметной реверберации. Подводя итоги, в журнале написали, что лишь в трети песен в альбоме чувствуется, что «Скиба знает, как написать хорошую песню, и если бы он выбрал лучшие части из Good Mourning и From Here to Infirmary, то у него получился бы альбом на уровне Maybe I'll Catch Fire, довольно хорошего продолжения Goddamnit. Но он этого не сделал, и именно поэтому мы, инди-музыканты, больше не будем покупать ваши записи, Alkaline Trio. Забирайте!».
В группе ретроспективная оценка Good Mourning неоднозначна. Когда Дэна Андриано попросили расставить по порядку первые восемь студийных альбомов Alkaline Trio, он поставил Good Mourning на первое место, а Мэтт Скиба — на предпоследнее, на седьмое место.
Alternative Press поставил «We’ve Had Enough» на 100-е место в списке 100 лучших синглов 2000-х годов.

## Список композиций
Все тексты написаны Мэттом Скибой, вся музыка написана группой Alkaline Trio.
| №                   | Название                   | Длительность |
| ------------------- | -------------------------- | ------------ |
| 1.                  | «This Could Be Love»       | 3:47         |
| 2.                  | «We've Had Enough»         | 2:51         |
| 3.                  | «One Hundred Stories»      | 3:40         |
| 4.                  | «Continental»              | 3:28         |
| 5.                  | «All on Black»             | 4:00         |
| 6.                  | «Emma»                     | 2:42         |
| 7.                  | «Fatally Yours»            | 2:16         |
| 8.                  | «Every Thug Needs a Lady»  | 3:18         |
| 9.                  | «Blue Carolina»            | 3:28         |
| 10.                 | «Donner Party (All Night)» | 2:44         |
| 11.                 | «If We Never Go Inside»    | 3:46         |
| 12.                 | «Blue in the Face»         | 3:02         |
| Общая длительность: | Общая длительность:        | 39:02        |

| №                   | Название             | Длительность |
| ------------------- | -------------------- | ------------ |
| 13.                 | «Dead End Road»      | 3:09         |
| 14.                 | «Old School Reasons» | 2:52         |
| Общая длительность: | Общая длительность:  | 45:03        |

## Участники записи[8]
| Alkaline Trio - Мэтт Скиба — вокал, гитара - Дэн Андриано — вокал, бас-гитара - Дерек Грант — ударные Приглашённые музыканты - Кит Моррис — бэк-вокал - Джерри Финн — бэк-вокал | Производственный персонал - Джо Макграт — продюсер, запись - Джерри Финн — сопродюсер, сведение - Кристофер Холмс — ассистент звукоинженера - Джейсон Госсман — ассистент звукоинженера - Роберт Рид — ассистент звукоинженера - Майк Фазано — ударный техник - Брайан Гарднер — мастеринг Художественное оформление - Джей Блейксберг — фотография - Кит Мун — оформление, вёрстка, дизайн - Alkaline Trio — вёрстка, дизайн |

## Чарты
| Чарт                                           | Позиция в чартах |
| ---------------------------------------------- | ---------------- |
| США (Billboard 200)                            | 20               |
| США (Independent Albums)                       | 1                |
| Шотландия (Scottish Singles and Albums Charts) | 30               |
| Великобритания (UK Albums Chart)               | 32               |

| 2003 | «We've Had Enough» | 38 | 49 | 50 | — |
| 2003 | «All on Black»     | —  | 66 | 60 | 9 |